# Smallville (9. évad)
A Smallville című sorozat a tinédzserkorú Clark Kent életét követi nyomon, ahogy próbál megküzdeni az elé gördülő akadályokkal, az elvesztett kapcsolataival, a magánnyal, vagy éppen a képességeivel, hogy végül Superman válhasson belőle. A sorozat 9. évadját 2009. szeptember 25-től kezdték el vetíteni az Egyesült Államokban. Ebben az évadban Clark úgy dönt, magára hagyja szeretteit, és az éj leple alatt álruhában védi az embereket, mellkasán családja címerével. Szeretteitől való elzárkózása megrontja a kapcsolatát Oliver Queen-nel és Chloe Sulliven-nel. A 8. évadban két főszereplőt is elvesztett a sorozat (Aaron Ashmore-t és Sam Witwer-t), így a producerek (Kelly Souders és Brian Peterson) úgy gondolták, a képregényvilágban és a filmvásznon is jól ismert karaktert hoznak be Zod személyében.
A 9. évad több szempontból más, mint a korábbi szezonok: több DC Comics karaktert láthatunk, mint például Metallót, Amanda Waller-t, vagy a Justice Society of America tagjait, mely a Justice League elődje volt egykor. A sorozatban először egy két órás, összevont epizód is szerepet kapott "Absolute Justice" (Teljes igazság) címmel, mely Amerikában 2010. szeptember 5-én került képernyőre. A Smallville írói Twitter oldalukon tisztázták, hogy ezt a két részt ők külön képzelték el, de a 9. évad DVD-kiadásán is egyben van.
A szezonpremiert 2,58 millióan nézték meg az államokban, ami felülmúlt minden más műsort a péntek esti nyolc órás idősávban. A 9. évad átlagosan 2,38 millió amerikait vonzott a képernyők elé.

## 9.01 – Megmentő (Savior)
Lois visszatér a jövőből, de nem emlékszik, hogy három hétig eltűnt, miközben egy titokzatos nő üldözi őt. Eközben Clark elkezdte a kiképzést Jor-El segítségével, új kosztümben, mellkasán családja címerével menti az ártatlan embereket. A szezonpremierben Zod is feltűnik, akinek hatalma meginog, de végül visszanyeri a kandoraiak bizalmát. A jövőből érkező nőről kiderül, hogy Clarkot kereste, mert meg akarja ölni őt. Mindeközben Lois elkezdi látni azokat az emlékfoszlányokat, amelyek a jövőt sejtetik.

## 9.02 – Metallo (Metallo)
A Daily Planet riporterét, John Corben-t elüti egy teherautó, miközben a Maszat után kutat. Miután felébred, észreveszi, hogy teste fel van szerelve robot alkatrészekkel, míg a szíve helyén zöld Kriptonit van, mely erőforrásként működteti a szervezetét. Tess később rájön, hogy ezt Zod emberei közül tette valaki, csakhogy teszteljék milyen erőhöz jut ezzel az alany. John elrabolja Lois-t, így Clarkon a sor, hogy megmentse őt.

## 9.03 – Megveszve (Rabid)
Miután Tess zombi-szerű tüneteket mutat, Clark és Dr. Hamilton megpróbálnak utána járni a dolognak. Egy vírus támadja meg a várost, majd kiderül, hogy Tess a Daily Planetben volt, mikor elkezdődtek mutatkozni a tünetek. Clark az épületbe siet, tudván, hogy Lois is ott van, de lehet már túl későn érkezik meg. Dr. Hamilton eközben azon munkálkodik, hogy megtalálja az ellenszert.

## 9.04 – Visszhang (Echo)
Jor-El egy időre új képességet ad Clarknak, amivel hallhatja mások gondolatait. Jor-El célja, hogy fia ezzel megtanulja kezelni az embereket, és hogy kijelentéseikkel ne befolyásolhassák a végzetét. Később Lois és Clark megtudja, hogy Toyman visszatért, hogy bosszút álljon Oliveren. Egy cég partiján Toyman tájékoztatja Oliver-t, hogy közvetlenül egy bombán áll, és meg fog ölni mindenkit, ha nem vallja be, hogy meggyilkolta Lexet.

## 9.05 – Rulett (Roulette)
Egy kaszinóban Oliver találkozik egy nővel, akit Victoriának hívnak. A magát Rulettnek nevező hölgy egy piros pirulát ad neki, majd miután felkel, egy koporsóban találja magát. Clark eközben felfedezi, hogy más Kriptoniak is vannak a Földön.

## 9.06 – Kereszttűz (Crossfire)
Miközben Lois és Clark egy új reggeli talk show-t kezd el vezetni, Oliver felkarol egy prostituált ketrec harcost, Mia Dearden-t, akit arra ösztönöz, küzdje le belső démonjait, ahogy azt ő maga tette. Zod arra kéri Tess-t, hogy keresse meg neki a Maszatot, míg Oliver bevallja Loisnak, hogy még mindig szereti.

## 9.07 – Kandor (Kandor)
Zod emlékszik, hogy embereitől 20 évvel a Kripton pusztulása, és röviddel Kandor megsemmisülése előtt vért vett a Kormányzótanács, hogy azokból klónokat készítve a Földre küldje őket. Clark rátalál apja nyomaira a sivatagban, miközben Jor-El megérkezik a Kent farmra, és összetalálkozik Chloe-val. Miután a kriptoni klónt elrabolják, Zod rájön, hogy Jor-El fia a Földön van, aki nem más, mint a Maszat.

## 9.08 – Bálvány (Idol)
Egy ikerpár, Jayna és Zan nagy rajongói a Maszatnak, ezért úgy döntenek, segítenek neki elkapni a rossz fiúkat. A sikerek ellenére a fiatal fanatikusok hibákat vétenek, ami rossz fényt vet a Maszatra, és a kerületi ügyész felszólítja a hőst, mutassa meg magát az embereknek. Lois, a hangtorzító hibája miatt, amiért az egy pillanatra nem működik, véletlenül meghallja Clark hangját egy Maszattal való telefonbeszélgetéskor, így elkönyveli, hogy utána jár a dolognak.

## 9.09 – Pandora (Pandora)
Tess elrabolja Lois-t, és egy memória olvasó géppel megpróbálja megtudni a nő elveszett emlékeit a jövőről. Annak érdekében, hogy megmentse a világot Zodtól, Tess belép Lois emlékeibe, hogy ő is átélhesse azokat. Clark mindent megtesz, hogy megtalálja őt, de sietnie kell: miközben Lois emlékei feltörnek, ő újra átéli a vele járó traumát, ami az életébe kerülhet...

## 9.10 – Tanítvány (Disciple)
Lois-t egy Clark-kal való találka után meglövik egy nyíllal. A támadó úgy öltözik, mint Green Arrow (Zöld Íjász), aki később Chloe-t is megtámadja. Oliver utána jár az eseményeknek, és kiderül, egykori mentora, Vordigan áll a dolgok hátterében. Eközben Zod elmondja Clarknak, hogy a kriptoniak várnak a segítségére, hogy visszanyerjék az erejüket.

## 9.11 – Teljes igazság (Absolute Justice)
DUPLA EPIZÓD – Miután az egykori szuperhőst, Sylvester Pemberton-t (a Csillagmintás kölyökként is ismert embert) megöli Jégcsap (az öngyilkos osztag és a sakk matt embere), Chloe és Clark nyomozni kezdenek az ügyben. A páros rájön, hogy Pemberton része volt egy alakulatnak, a Justice Society of America-nak, és akiknek vezetője Carter Hall (Michael Shanks), vagy ismertebb nevén Sólyomember volt. Később további tagok is feltűnnek, mint például Dr. Sors (Brent Stait), aki közli Clarkkal, hogy ő fogja vezetni a szuperhősök új generációját ahogy azt Sólyomember tette egykor, Chloe-val pedig hogy Ő és Dr. Sors egy úton járnak. Jégcsap ismét gyilkol, ezúttal Wesley Dodds az áldozata, így a további öldöklések megelőzésére a két csapat úgy dönt, összefog az ellenséggel szemben.